# MojeDelo.com
MojeDelo.com je slovenski zaposlitveni spletni portal s seznamom prostih delovnih mest ter nasveti, ki deluje od leta 2004. Upravljal ga je MojeDelo d.o.o., danes pa Styria digital marketplaces, d.o.o., ki upravlja tudi spletno stran bolha.com.
Styria je portal prevzela leta 2013.

### Obiskanost
Aprila 2021 je bil 31. na lestvici najbolj obiskanih spletnih strani po raziskavi, ki jo opravlja Slovenska oglaševalska zbornica.